# Джон Костелло
Джон Алоїзіус Костелло (ірл. Seán Alabhaois Mac Coisdealbha; 20 червня 1891 — 5 січня 1976) — ірландський юрист і політик, двічі обіймав посаду глави уряду.

## Життєпис
Народився в католицькій родині, що походила від перших англійських поселенців. Освіту здобував в Університетському коледжі Дубліна, отримавши дипломи юриста й лінгвіста. Після стажування в Кінгс-інн 1914 року розпочав адвокатську практику. 1922 року потрапив на роботу в кабінет генерального прокурора Ірландської Вільної держави, а 1926 року сам став генеральним прокурором в уряді Вільяма Косгрейва. 1932 року Костелло втратив пост, утім 1933 був обраний депутатом парламенту. Представляв партію Фіне Гел у Дойл Ерен до 1969 року з перервою у 1943—1944 роках, коли займав різко опозиційну позицію до уряду де Валери.
1948 року Фіанна Файл втратила абсолютну більшість у парламенті, й усі решта політичних партій уклали угоду про формування коаліційного уряду, однак лідер найбільшої в уряді Фіне Гел Річард Мулкахі виявився неприйнятною постаттю для лідера Республіканської партії, соціаліста й колишнього члена ІРА Шона Макбрайда, який отримав портфель міністра закордонних справ, і поміркований Костелло очолив уряд. Головне, що він зробив на тому посту — офіційний вихід Ірландії зі Співдружності націй 1949 року. Та подія фактично ліквідувала ситуацію з Ірландією як республікою за формального збереження статусу домініону. 1950 року міністр охорони здоров'я Ноель Браун запропонував схему безкоштовного державного медичного обслуговування матерів і дітей до 16 років, що спричинило сильне невдоволення серед лікарів і Католицької церкви, яка остерігалась державного контролю народжуваності, і призвело до відставки Брауна. На дострокових виборах 1951 року Фіанна Файл відновила більшість у парламенті, а Костелло став лідером опозиції.
1954 року вже де Валера втратив парламентську довіру, й після чергових виборів Фіне Гел змогла сформувати коаліційний кабінет з лейбористами та низкою дрібних партій. 1955 року Костелло зміг домогтись прийняття Ірландії в ООН, однак зростання активності ІРА й економічні проблеми змусили Макбрайда 1957 року відмовити в підтримці уряду. На дострокових виборах Фіанна Файл отримала величезну перевагу та зберегла владу на наступні 16 років. Костелло залишив пост лідера Фіне Гел і лідера опозиції, поступово повернувшись до юриспруденції.